# الدخيلة (مسلسل مكسيكي)
الدخيلة٬ (بالإسبانية: La intrusa)‏٬ هو مسلسل مكسيكي من بطولة النجمة الفنزويلية غابرييلا سبانيك والنجم المكسيكي أرتورو بينيتشي، أنتج عام 2001 وعرفه العالم العربي عام 2003 عبر قناة أبوظبي التابع للإمارات العربية المتحدة وعبر قناة التلفزيون الجزائري الارضية وقناة دوزيم الفضائية المغربية٬ وهو لم يلاق النجاح المرجو في العالم بسبب ٱعتباره نسخة مطابقة لمسلسل المخادعة. عام 2015 ستكون هناك طبعة جديدة في فنزويلا من إنتاج RCTV.

## قصة المسلسل
فيرجينيا مارتينز٬ تعمل كخادمة في منزل عائلة خونكيرا٬ وهي دائما في حالة اضطراب بشأن أختها التوأم فانيسا مارتينز، التي تعيش في فيراكروز٬ وهي الأصغر سنا٬ لكنها امرأة شديدة التسلط٬ ودائما ما تأخذ الاهتمام بشأن كل شيء٬ تشفق وبحد بعيد بشأن مسؤوليتها٬ إلا أن العجوز رودريغو خونكيرا مفلس وهي تعرف أنه على وشك الموت قريبا٬ وهو قلق بشأن مستقبل أبنائه وبناته٬ لأن كل منهم مدلل٬ جشع وغير مسؤول٬ يطلب من فيرجينيا الزواج منه٬ لدرجة أنها سوف تصبح زوجة الأب لأبنائه وأن تدير أيضا جزءا من ثروته.
لكن هذا سيكون بمثابة تحديا لأن كل من أولاده يكره فيرجينيا وهم لن يقبلوا بأن تدير ثروة أبيهم٬ وخاصة راكيل التي ستكون خصما قويا بالنسبة لها لتحقيق إرادة الأخير.
ولكن بصرف النظر عن ذلك هناك الكثير من الأسرار بين عائلة خونكيرا وعائلة رولدان.

## فريق العمل
- الموسيقى
- خورخي avendano
- أغنية "intrusa"
- المطرب: إيمانويل
- رئيس الإنتاج
- فيكتور فيليز
- ادواردو ricalo
- مدير إنتاج
- كارولينا gallastegui
- منسق الإنتاج
- اليخاندرو azcarraga
- أخراج
- بياتريس شريدان
- باتريشيا spíndola رييس
- غاستون tuset
- من إنتاج
- اغناسيو سادا Madero
- باتشيبا الينزا
- نورما فيغيروا
- مارتن روخاس
- ارماندو فيلافيسنسيو

## الابطال
- غابريالا سبانيك دور فيرجينيا/فانيسا مارتينيز صوت ديانا إبراهيم/كلودين صفير.
- ارتورو بينيشي دور كارلوس البرتو كونكيرا صوت طوني صاصي.
- لورا ساباتا دور ماكسيميليانا رولدان صوت وفاء شرارة
- دومينيكا باليتا دور انابيلا رولدان صوت زينة ظاهر
- كارلا الفاريز دور فيوليتا كونكيرا صوت ماريا اسود
- باربارا جيل دور سغراريو صوت وفاء طربيه

## روابط خارجية
- الدخيلة على موقع IMDb (الإنجليزية)
- الدخيلة على موقع كينوبويسك (الروسية)
- الدخيلة على موقع قاعدة بيانات الفيلم (الإنجليزية)